# Savignia
Savignia Blackwall, 1833 è un genere di ragni appartenente alla famiglia Linyphiidae.

## Distribuzione
Le 23 specie oggi attribuite a questo genere sono state reperite nell'Olartico, nelle Comore e in Australia.

## Tassonomia
Questo genere è considerato un sinonimo anteriore di Cephalentius Chamberlin & Ivie, 1947 a seguito di uno studio dell'aracnologo Tanasevitch del 1985 e di Delorrhipis Simon, 1884 a seguito di uno studio dell'aracnologo Wunderlich del 1995.
A giugno 2012, si compone di 23 specie e:
1. Savignia amurensis Eskov, 1991 — Russia
2. Savignia badzhalensis Eskov, 1991 — Russia
3. Savignia basarukini Eskov, 1988 — Russia
4. Savignia birostra (Chamberlin & Ivie, 1947) — Russia, Alaska
5. Savignia borea Eskov, 1988 — Russia
6. Savignia bureensis Tanasevitch & Trilikauskas, 2006 — Russia
7. Savignia centrasiatica Eskov, 1991 — Russia
8. Savignia erythrocephala (Simon, 1908) — Australia occidentale
9. Savignia eskovi Marusik, Koponen & Danilov, 2001 — Russia
10. Savignia frontata Blackwall, 1833 — Regione paleartica
11. Savignia fronticornis (Simon, 1884) — Mediterraneo
12. Savignia harmsi Wunderlich, 1980 — Spagna
13. Savignia kartalensis Jocqué, 1985 — Isole Comore
14. Savignia kawachiensis Oi, 1960 — Giappone
15. Savignia naniplopi Bosselaers & Henderickx, 2002 — Creta
16. Savignia nenilini Marusik, 1988 — Russia
17. Savignia producta Holm, 1977 — Regione paleartica
18. Savignia pseudofrontata Paik, 1978 — Corea
19. Savignia saitoi Eskov, 1988 — Russia
20. Savignia superstes Thaler, 1984 — Francia
21. Savignia ussurica Eskov, 1988 — Russia
22. Savignia yasudai (Saito, 1986) — Giappone
23. Savignia zero Eskov, 1988 — Russia

### Specie trasferite
- Savignia barbata (L. Koch, 1879); trasferita al genere Diplocephalus Bertkau, 1883[1].
- Savignia conwentzi Dahl, 1912; trasferita al genere Typhochrestus Simon, 1884.
- Savignia foveata Dahl, 1912; trasferita al genere Mecynargus Kulczyński, 1894.
- Savignia galeriformis Tanasevitch, 1987; trasferita al genere Araeoncus Simon, 1884.
- Savignia nibeoventris (Komatsu, 1942); trasferita al genere Micrargus Dahl, 1884.
- Savignia ulleungensis Paik, 1991; trasferita al genere Thymoites Keyserling, 1884.

### Sinonimi
- Savignia nenilini Marusik, 1988; questi esemplari, a seguito di uno studio dell'aracnologo Tanasevitch del 2012, sono stati riconosciuti come sinonimi di S. birostra Chamberlin & Ivie, 1947[1]
- Savignia succinea (L. Koch, 1879); questi esemplari, a seguito di uno studio dell'aracnologo Holm del 1973, sono stati riconosciuti come sinonimi di S. frontata Blackwall, 1833[1]